# Lissandre Mercier
Pour les articles homonymes, voir Mercier.
Lissandre Mercier, né le 22 avril 1999 à Rennes, est un kickboxeur et pratiquant de muay-thaï français. Il est champion d'Europe ISKA et ancien champion du monde amateur. Il pratique à la fois le kickboxing et le muay-thaï. Il évolue dans la catégorie des poids légers (-70 kg).

## Biographie
Il a grandi avec sa mère et sa sœur dans une famille chrétienne protestante. Il commence la boxe à l'âge de 15 ans à Rennes[2]. Il s'entraîne au Monkey Gym Rennes, où il découvre le kickboxing et le muay-thaï. En 2018, il participe à la coupe de Bretagne de Muay Thai à Brest. En 2020, il devient tour à tour champion de France junior et champion de France amateur en muay-thaï. Le 22 octobre 2020, il remporte le titre de champion du monde amateur à Rome. 
Le 24 octobre 2021, il participe à son premier championnat du monde de K1 à Rome, marquant son entrée dans l'élite du kickboxing professionnel. En 2022, il participe aux United Fight Night, où il affronte Mohamed Houmer contre qui il perd le combat sur décision. La même année, il participe au gala "L'Eruption des Guerriers" au Tampon.
En 2024, il remporte le titre de champion de France professionnel. Le 25 mai 2024, il devient champion d'Europe ISKA lors d'un combat à Monterfil contre le roumain Pavel Magureanu. Le 9 septembre de la même année, il remporte une victoire significative lors du Glory 88 à Paris face à Lionel Piccord, un adversaire expérimenté avec un palmarès de 64 victoires pour 1 défaite.

## Titres
- Champion d'Europe ISKA, 2024
- Champion de France professionnel, 2024
- Champion du monde amateur, 2020
- Champion de France amateur (muay-thaï et K1), 2020

## Palmarès
12 victoires pour 3 défaites en 15 combats[12]. En 2024, il est classé 59ème mondial et 13ème national dans la catégorie Lightweight (-70kg) en Muay-thaï / K-1.

### articles connexes
- ISKA